# 문산차량사업소
문산차량사업소(文山車輛事業所)는 경기도 파주시 파주읍 봉서리에 있는 한국철도공사의 차량사업소이다. 명칭과 달리 파주읍에 있으며, 문산역과 파주역 사이에 있다. 수도권 전철 경의·중앙선을 운행하는 한국철도공사 331000호대 전동차 27개 편성 정비, 관리를 담당하며, 2014년 12월 27일 자로 한국철도공사 321000호대 전동차 중정비를 담당하게 되었다. 국토교통부 철도거리표에는 문산기지(文山基地)로 되어 있다. 4량 전동열차가 심야에 10편성이 주박한다.

## 업무
- 한국철도공사 321000호대 전동차 중정비
- 한국철도공사 331000호대 전동차, 한국철도공사 319000호대 전동차, 한국철도공사 381000호대 전동차, 한국철도공사 311000호대, 312000호대 정비 및 관리